# Romuald Wetcel
Romuald Antoni Wetcel (Wetzel) (ur. 17 sierpnia 1891 w Iwanowcach k. Bracławia na Podolu, zm. 1 listopada 1965 w Warszawie) – pionier trakcji spalinowej na kolejach dojazdowych, konstruktor spalinowych wagonów silnikowych i lokomotyw spalinowych.

## Życiorys
W 1909 ukończył gimnazjum klasyczne w Białej Cerkwi, a w 1915 studia na wydz. inżynieryjno-budowlanym Politechniki Kijowskiej. Po otrzymaniu dyplomu inżyniera budowniczego został powołany do armii rosyjskiej gdzie pełnił funkcję naczelnika warsztatów samochodowych. W 1919 został zdemobilizowany. Pracował w przedsiębiorstwie autobusowym w Odessie.
W 1920 przez Bułgarię i Rumunię przedostał się do Polski. 1 IV 1920 przybył do Warszawy i rozpoczął pracę jako kierownik warsztatów samochodowych i garaży Naczelnego Nadzwyczajnego Komisariatu do Walki z Epidemiami.
Po nieudanej próbie założenia własnych samochodowych warsztatów remontowych (1921), od 1923 zajmował się sprzedażą samochodów w Warszawie, w latach 1927–33 w przedstawicielstwie brytyjskiej firmy Morris (przechodząc w związku z tym przeszkolenie w jej fabryce w Birmingham).
W 1934 założył firmę Inżynier Romuald Wetcel Budowa Wagonów Motorowych i na zlecenie zarządu Warszawskich Kolei Dojazdowych, przystąpił do budowy wagonów silnikowych w dawnych warsztatach tej kolei grójeckiej przy stacji Warszawa Belweder.
Od 1 grudnia 1936 zatrudniony przez Zarząd WKD na stanowisku naczelnika warsztatów w Piasecznie.
W okresie okupacji można spotkać pisownię nazwiska Wetcel jako Wetzel. 26 XI 1941 W. został aresztowany pod zarzutem sabotażu w związku z wykryciem przez Niemców dołu z metalami kolorowymi oraz stalą narzędziową ukrytymi przez innych pracowników. Wykupiono go z więzienia na Pawiaku za pieniądze zebrane przez pracowników WKD.
Po wojnie prowadził prace związane z wprowadzaniem trakcji spalinowej na kolejach wąskotorowych.
Zmarł 1 listopada 1965 r. w Warszawie. Został pochowany na Cmentarzu Powązkowskim.

## Konstrukcje
Zajmował się konstruowaniem i przekonstruowaniem autobusów szynowych, spalinowych wagonów silnikowych oraz lokomotyw spalinowych. W ciągu aktywności zawodowej skonstruował lub miał znaczny wpływ na konstrukcję następujących pojazdów kolejowych trakcji spalinowej:

### Autobusy szynowe i wagony silnikowe
- WKD 201-204 – cztery zbudowane w latach 1934-35 lekkie dwuosiowe, jednokierunkowe autobusy szynowe na tor 1000 mm, dla kolei grójeckiej. Wyposażone w układ napędowy z samochodów ciężarowych Ford BB z silnikiem o zapłonie iskrowym o mocy 50 KM
- WKD 102 M – czteroosiowy wagon silnikowy zbudowany w 1935 roku jako przebudowa wagony osobowego. Napędzany silnikiem o zapłonie samoczynnym o mocy 120 KM z samochodu ciężarowego marki Thornycroft. Wagon posiadał układ osi B'2' oraz był wyposażony w hamulec pneumatyczny z wykorzystaniem własnej sprężarki powietrza.
- ŚKP 1 – zbudowany w roku 1935 lekki dwuosiowy, jednokierunkowy autobus szynowy na tor 1000 mm, dla Średzkiej Kolei Powiatowej. Wykorzystujący układ napędowy z samochodu Ford V8 z ośmiocylindrowym widlastym silnikiem o zapłonie iskrowym typu 221 Flathead. Za pośrednictwem skrzyni redukcyjno-rozdzielczej, napęd ze skrzyni biegów był wyprowadzony na obie osie pojazdu.

### Lokomotywy spalinowe
- trzyosiowe lokomotywy dla Kolei Jabłonowskiej – dwie zbudowane, w piaseczyńskich warsztatach, w 1937 r., wykorzystujące trójosiowe wózki z napędem wiązarowym od wycofanego z eksploatacji wagonu silnikowego WKD 61. Lokomotywy były zbudowane na tor 800 mm. Napęd stanowił sześciocylindrowy Silnik o zapłonie samoczynnym typu Diesel-Saurer BLD 100, o mocy 100 KM, produkcji PZInż w Warszawie oraz sprowadzone z Niemiec przekładnie mechaniczne typu Mylius Cv1.

## Ordery i odznaczenia
- Złoty Krzyż Zasługi (1 września 1955)[3]
- Krzyż Kawalerski Orderu Odrodzenia Polski 1958

## Ważniejsze publikacje
- Motoryzacja Warszawskich Kolei Dojazdowych (Warszawa, 1938)